# Allestädesnärvaro
Allestädesnärvaro, att vara ubikvitär eller omnipresent (latin omnipraesentia, tyska Allgegenwart), innebär Guds närvaro i alla ting, överallt. Religiösa tror att Gud är allestädesnärvarande genom sin oändlighet, och allestädesnärvaron står i samband med Guds allmakt och allvetande. Allestädesnärvaro är en egenskap som av flera religioner tillskrivs gud.
Med närvaro avses att Gud alltid är nära och beredd att ingripa, däremot inte att Gud skulle vara utbredd i rummet.. I det gamla testamentet omtalas Guds allestädesnärvaro i Psaltarens psalm 139.